# Аржона, Уильям
Уильям Аржона (порт.-браз. William Peixoto Arjona; род. 31 июля 1979 года) — бразильский волейболист, связующий сборной Бразилии и «Сада Крузейро».

## Карьера
В 1996 году на чемпионате Южной Америки для юношей (до 19 лет) стал чемпионом. На чемпионате Южной Америки среди молодёжи (до 19 лет) снова становится чемпионом. На молодёжном (до 21 года) чемпионате мира стал третьим.
В клубной карьере выступал за «Эспорт» (Сузану), «Унинкор» (Трес-Корасойнс), «Уникор» (Ору), «Васко да Гама», «Санта-Катарина», «Бенто» и «Онлайн» (Сан-Леопольдо).
В 2006 году Уильям Аржона получает приглашение в один из ведущих клубов аргентинского чемпионата — УПСН. В его составе четырежды становится чемпионом Аргентины.
В 2010 году возвращается в Бразилию, в состав многократного чемпиона Бразилии — «Сада-Крузейро». В его составе завоевал четыре золота чемпионата, три золота клубного чемпионата мира, ряд других трофеев.
С 2013 года привлекается в сборную, в составе которой становится чемпионом Южной Америки, олимпийским чемпионом, двукратным серебряным призёром Мировой лиги.

## Достижения

### В сборной

#### Национальная сборная
- Олимпийский чемпион — 2016
- Серебряный призёр чемпионата мира — 2018
- Чемпион Южной Америки — 2013
- Серебряный призёр Мировой лиги — 2013, 2016

#### Молодёжная сборная (U21)
- Чемпион Южной Америки — 1998
- Бронзовый призёр чемпионата мира — 1999

#### Юношеская сборная (U19)
- Чемпион Южной Америки — 1996

### В клубах
- Чемпион Бразилии — 1997, 2012, 2014, 2015, 2016
- Обладатель Кубка Бразилии — 2014, 2016
- Чемпион Аргентины — 2007, 2008, 2009, 2010
- Обладатель Кубка Аргентины — 2006, 2007, 2008, 2009

- Победитель клубного чемпионата Южной Америки — 2012, 2014, 2016
- Победитель клубного чемпионата мира — 2013, 2015, 2016

### Индивидуальные награды
- Лучший связующий клубного чемпионата мира — 2013, 2015
- Самый полезный игрок клубного чемпионата мира — 2016
- Лучший связующий чемпионата Бразилии — 2005, 2011, 2012, 2013
- Лучший связующий клубного чемпионата Южной Америки — 2012
- Лучший связующий чемпионата Аргентины — 2007, 2008, 2009, 2010
- Самый полезный игрок чемпионата Аргентины — 2007, 2008
- Лучший связующий молодёжного (U21) чемпионата Южной Америки — 1998
- Лучший связующий юниорского (U19) чемпионата мира — 1997